# Robert Devereux (1566-1601)

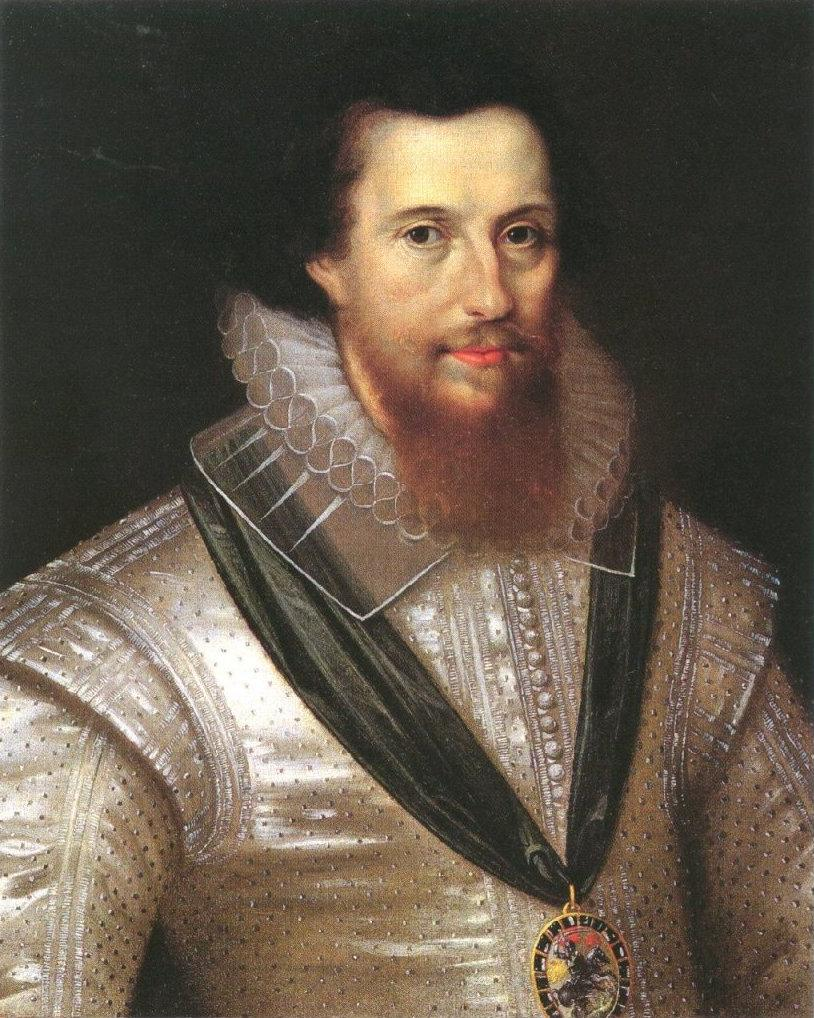
Robert Devereux (2e graaf van Essex)

Robert Devereux (Netherwood (Herefordshire), 10 november 1566 – Londen, 25 februari 1601) was de tweede graaf van Essex. Hij was een gunsteling van koningin Elizabeth I, na de dood van haar favoriet, Robert Dudley, de graaf van Leicester. Hun relatie was stormachtig en turbulent, met veel ruzie. Toch vergaf Elizabeth haar gunsteling steeds opnieuw. Hij was ook de zoon van Lettice Knollys, haar achternicht en vroegere vriendin. In 1590 trouwde hij met Frances Walsingham.
In 1594 brak er een opstand uit in Ierland, en Elizabeth stuurde haar gunsteling erop af om alles in goede banen te leiden. In plaats daarvan sloot hij een verdrag met de rebellen, en verliet Ierland zonder toestemming van de koningin. Om hem een lesje te leren, sloot Elizabeth vervolgens de toevoer naar zijn inkomsten af. Als reactie hierop beraamde Essex een opstand tegen haar en wilde hij Elizabeth dwingen om hem Protector van Engeland te maken. Hiervoor dacht hij de steun van de bevolking van Londen te hebben. Zijn opstand mislukte echter omdat de bevolking van Londen grotendeels achter de koningin bleef staan. Hierop werd de graaf gevangengenomen en in 1601 terechtgesteld in Londen.
- Bibliothèque nationale de France: cb13494806c (data)
- Gemeinsame Normdatei: 118722603
- International Standard Name Identifier: 0000 0001 2138 2245
- Library of Congress Control Number: n50043337
- Nationale Bibliotheek van Tsjechië: jn20000720068
- Nationale bibliotheek van Australië: 35068484
- Nationale Bibliotheek van Israël: 987007274858605171
- Nederlandse Thesaurus van Auteursnamen: 071731466
- Réseau des bibliothèques de Suisse occidentale: 02-A022770558
- SNAC: w6p55svc
- Système universitaire de documentation: 050358820
- Trove: 817303
- Union List of Artist Names: 500316761
- Virtual International Authority File: 69085081
- WorldCat: E39PBJhXc64m3dQCh8RTyQp3wC